# دارنيل بوون
دارنيل بوون (بالإنجليزية: Darnell Boone)‏ (21 يناير 1980 بيونغزتاون في الولايات المتحدة - ) هو ملاكم أمريكي، صنّف ضمن فئة الوزن المتوسط السوبر ‏ والوزن المتوسط والوزن الثقيل الخفيف ‏.

## إحصائيات
خاض خلال مسيرته 53 نزالا، فاز في 24 وتعادل في 5 وخسر في 24. فاز بالضربة القاضية في 13 نزالا.

## روابط خارجية
- دارنيل بوون على موقع بوكس ريك (الإنجليزية) (registration required)